# Selección femenina de fútbol sub-20 de El Salvador
La selección de fútbol  femenino sub-20 de El Salvador representa a El Salvador en las competiciones internacionales de fútbol femenino en la categoría.  Su organización está a cargo de la Federación Salvadoreña de Fútbol perteneciente a la CONCACAF.

## Estadísticas

### Copa Mundial Femenina de Fútbol Sub-20
| Año   | Ronda        | Posición     | PJ           | PG           | PE           | PP           | GF           | GC           |             |
| ----- | ------------ | ------------ | ------------ | ------------ | ------------ | ------------ | ------------ | ------------ | ----------- |
| 2002  | No clasificó | No clasificó | No clasificó | No clasificó | No clasificó | No clasificó | No clasificó | No clasificó |             |
| 2004  | No clasificó | No clasificó | No clasificó | No clasificó | No clasificó | No clasificó | No clasificó | No clasificó |             |
| 2006  | No clasificó | No clasificó | No clasificó | No clasificó | No clasificó | No clasificó | No clasificó | No clasificó |             |
| 2008  | No clasificó | No clasificó | No clasificó | No clasificó | No clasificó | No clasificó | No clasificó | No clasificó |             |
| 2010  | No clasificó | No clasificó | No clasificó | No clasificó | No clasificó | No clasificó | No clasificó | No clasificó |             |
| 2012  | No clasificó | No clasificó | No clasificó | No clasificó | No clasificó | No clasificó | No clasificó | No clasificó |             |
| 2014  | No clasificó | No clasificó | No clasificó | No clasificó | No clasificó | No clasificó | No clasificó | No clasificó |             |
| 2016  | No clasificó | No clasificó | No clasificó | No clasificó | No clasificó | No clasificó | No clasificó | No clasificó |             |
| 2018  | No clasificó | No clasificó | No clasificó | No clasificó | No clasificó | No clasificó | No clasificó | No clasificó |             |
| 2022  | No clasificó | No clasificó | No clasificó | No clasificó | No clasificó | No clasificó | No clasificó | No clasificó |             |
| 2024  | No clasificó | No clasificó | No clasificó | No clasificó | No clasificó | No clasificó | No clasificó | No clasificó |             |
| 2026  | Por definir  | Por definir  | Por definir  | Por definir  | Por definir  | Por definir  | Por definir  | Por definir  | Por definir |
| TOTAL | 0/11         | 0°           | 0            | 0            | 0            | 0            | 0            | 0            |             |

### Campeonato Femenino Sub-20 de la Concacaf
| Año   | Ronda            | Posición     | PJ           | PG           | PE           | PP           | GF           | GC           |
| ----- | ---------------- | ------------ | ------------ | ------------ | ------------ | ------------ | ------------ | ------------ |
| 2002  | No participo     | No participo | No participo | No participo | No participo | No participo | No participo | No participo |
| 2004  | No clasificó     | No clasificó | No clasificó | No clasificó | No clasificó | No clasificó | No clasificó | No clasificó |
| 2006  | Primera fase     | 5°           | 3            | 1            | 0            | 2            | 4            | 8            |
| 2008  | No Participo     | No Participo | No Participo | No Participo | No Participo | No Participo | No Participo | No Participo |
| 2010  | No clasificó     | No clasificó | No clasificó | No clasificó | No clasificó | No clasificó | No clasificó | No clasificó |
| 2012  | No clasificó     | No clasificó | No clasificó | No clasificó | No clasificó | No clasificó | No clasificó | No clasificó |
| 2014  | No clasificó     | No clasificó | No clasificó | No clasificó | No clasificó | No clasificó | No clasificó | No clasificó |
| 2015  | No clasificó     | No clasificó | No clasificó | No clasificó | No clasificó | No clasificó | No clasificó | No clasificó |
| 2018  | No clasificó     | No clasificó | No clasificó | No clasificó | No clasificó | No clasificó | No clasificó | No clasificó |
| 2020  | Octavos de final | 11°          | 4            | 1            | 0            | 3            | 3            | 10           |
| 2022  | Cuartos de final | 6°           | 5            | 3            | 0            | 2            | 14           | 11           |
| 2023  | Por definir      | Por definir  | Por definir  | Por definir  | Por definir  | Por definir  | Por definir  | Por definir  |
| TOTAL | 3/11             | 0°           | 12           | 5            | 0            | 7            | 21           | 29           |

### Torneo Uncaf Femenino Sub-20
| Año   | Ronda   | Posición | PJ | PG | PE | PP | GF | GC |
| ----- | ------- | -------- | -- | -- | -- | -- | -- | -- |
| 2023  | Campeón | 1°       | 4  | 3  | 1  | 0  | 11 | 5  |
| TOTAL | 1/1     | 1°       | 4  | 3  | 1  | 0  | 11 | 5  |